# Mamfé
Mamfé ou Mamfe est une commune du Cameroun située dans la région du Sud-Ouest et chef-lieu du département de la Manyu.

## Histoire

### Époque coloniale

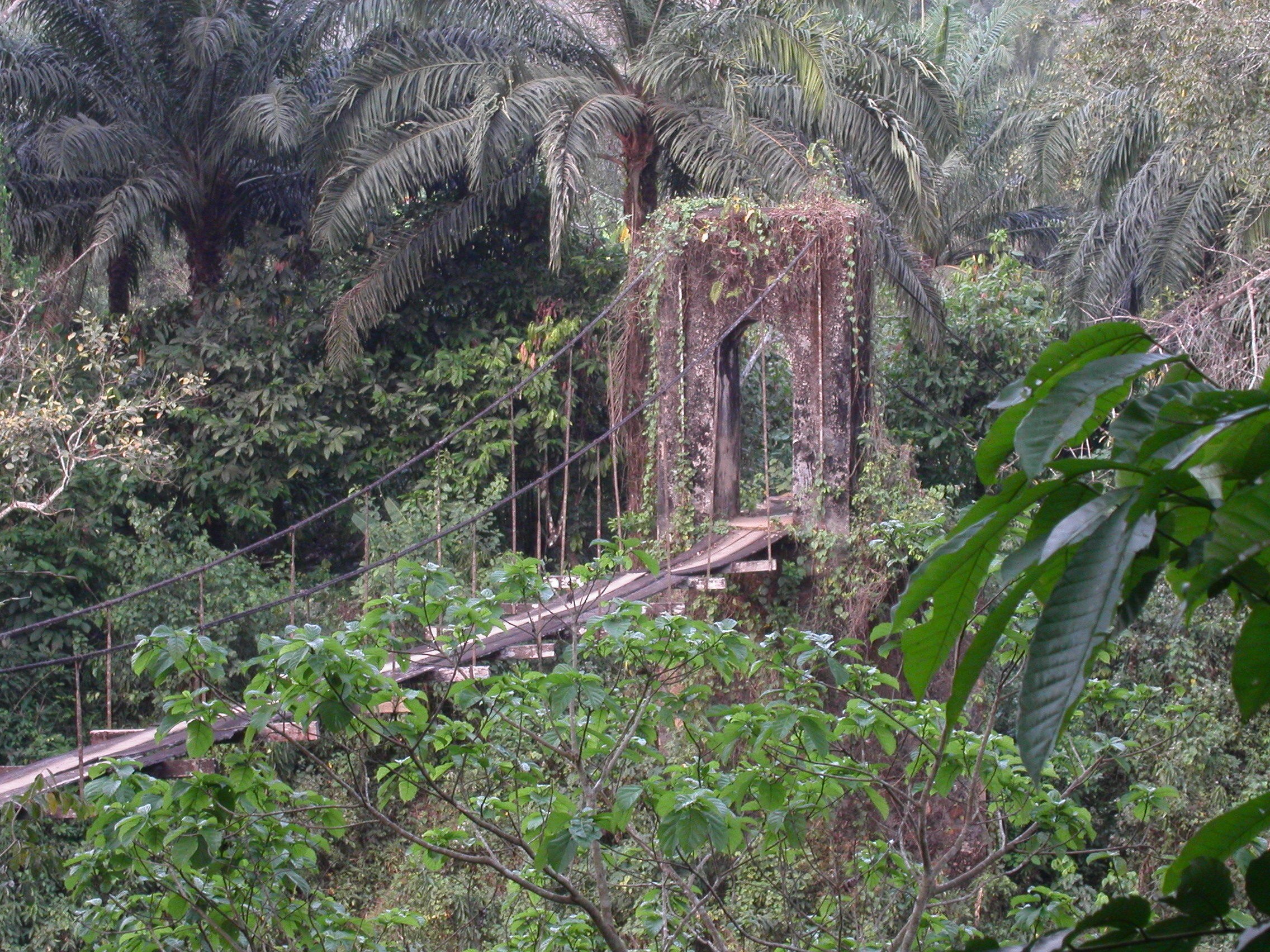
Pont allemand à Mamfé.

De l'époque coloniale allemande subsistent deux ponts suspendus dans la localité de Mamfé, alors appelée Ossidinge. La Mamfe Native Authority, est établie en 1917 par l'administration coloniale britannique.

### Époque contemporaine
La commune de Mamfe Central est démembrée en 1978 par la création de la commune d'Eyumodjock. Le territoire communal est de nouveau découpé en 1995, par la création de la commune de Tinto : Tinto Council). Dans le contexte de la crise anglophone au Cameroun, la commune connaît plusieurs incidents. 

## Géographie
La localité de Mamfé est située au confluent des rivières Manyu et Badi qui forment la Cross River. Elle est desservie par  la route nationale 6 à 233 km au nord du chef-lieu régional Buéa et à 137 km à l'ouest de Bamenda.
|            | Akwaya | Widikum-Boffe |
| Eyumodjock | Mamfé  | Tinto         |
|            | Nguti  |               |

## Structure administrative de la commune
Outre la ville de Mamfé proprement dite, la commune comprend les 11 villages groupés en 4 clans dont :
- Bachuo Ntai
- Besong Abang
- Besongabang
- Egbekaw
- Eshobi
- Etemetek
- Eyangchang
- Eyangntui
- Mile One
- Nchang
- Okoyong
- Nfaitock 2

## Chefferies traditionnelles
L'arrondissement de Mamfé compte une des six chefferies traditionnelles de 1er degré de la région Sud-Ouest :
- Chefferie Mamfé Town

## Population
Lors du recensement de 2005, la commune comptait 31 641 habitants, dont 13 046 pour Mamfé Ville.
L'évolution de la population urbaine est relevée par les travaux du département de Géographie de l'Université de Montréal.
| 1935  | 1953  | 1964  | 1967   | 1976  | 1987   | 1998   | 2005   |
| ----- | ----- | ----- | ------ | ----- | ------ | ------ | ------ |
| 2 052 | 5 105 | 7 766 | 10 476 | 9 082 | 13 844 | 10 000 | 13 046 |

## Cultes
La cathédrale Saint Joseph de Mamfé est le siège du diocèse catholique érigé en 1999 par démembrement du diocèse de Buéa.

## Transports
La route Transafricaine 8 Lagos-Mombasa passe par Mamfé.
La localité est desservie par un terrain d'aviation (code IATA : MMF • code OACI : FKKF).

## Personnalités nées à Mamfé
- Jérôme Obi Eta (1940-2025), ingénieur et homme politique
- Bébé Manga (1948-2011), chanteuse
- Ewube (1994-), chanteuse